# Państwowy Komitet ds. Nauki i Technologii Republiki Białorusi

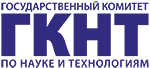
Logo Komitetu

Państwowy Komitet ds. Nauki i Technologii Republiki Białorusi – agencja państwowa powołana do sprawowania kontroli w zakresie działalności naukowo-technicznej i innowacyjnej oraz ochrony praw własności intelektualnej a także koordynowania działalności innych organów państwa zarządzających w wymienionych obszarach. Komitet jest podporządkowany Radzie Ministrów Republiki Białorusi. Prezesa komitetu powołuje i odwołuje prezydent Białorusi. Obecnie stanowisko prezesa piastuje Alaksandr Hienadziewicz Szumilin.   

## Struktura[1]
- Departament  Logistyki i Personelu
- Zarząd do spraw Prognozowania Pogody, Analiz Naukowo-Technicznych i Rozwoju Innowacji
- Departament Prawny
- Departament Współpracy Międzynarodowej Naukowo-technicznej i Innowacji
- Zarząd Programów Naukowo-Technicznych, Projektowania i Ekspertyz
- Departament  Programów Naukowo-Technicznych, Projektów w Dziedzinie Przemysłu i  Energii oraz Ekspertyz
- Departament  Programów Naukowo-Technicznych, Projektów w Sferze społecznej oraz Ekspertyz
- Zarząd Infrastruktury  Innowacji , Informacji i High-Tech oraz Innowacyjnych Produktów
- Departament High-Tech i innowacji produktów
- Departament Finansów , Gospodarki i Kontroli
- Zarząd Rozwoju Innowacji Gałęzi Gospodarki i Regionów
- Zakład Technologii Przyszłości w Przemyśle, Budownictwie i w Sektorze Energii
- Zakład Technologii Przyszłości w Dziedzinie Społecznej oraz Białoruska Akademia Nauk
- Tymczasowa Rada przy Przewodniczącym Komitetu ds. Nauki i Technologii

### Inne organizacje podlegające komitetowi
- Centrum Informacji Naukowej, Technicznej i Biznesowej w Grodnie.
- Centrum Informacji Naukowej, Technicznej i Biznesowej w Homelu.
- Centrum Naukowo-Analityczne Informacji, Innowacji i Technologii w Mohylewie.
- Instytut Analizy Systemowej i Wspierania Informacji Obszarów Nauki i Techniki.
- Białoruski Fundusz Inwestycyjny
- Narodowe Centrum Własności Intelektualnej.
- Biblioteka Naukowo-Techniczna.

## Zadania komitetu[1]
- proponowanie zmian i nadzór w zakresie praw autorskich w dziedzinach nauki i innowacji;
- planowanie wydatków na innowacje;
- komercjalizacja badań naukowych, rozwijanie gospodarki opartej na wiedzy;
- tworzenie zaplecza w zakresie doradztwa naukowego;
- organizacja konferencji naukowych i wystaw;
- szkolenia;
- współpraca z organizacjami lokalnymi.